# Sorensen Peak
Il Sorensen Peak (in lingua inglese: Picco Sorensen) è un picco antartico, alto 2.640 m, che si eleva tra la base del Lyttelton Range e il Church Ridge, nei Monti dell'Ammiragliato, in Antartide. Il picco sormonta lo spartiacque tra il Ghiacciaio Dennistoun e il Ghiacciaio Leander.
Il picco roccioso è stato mappato dall' United States Geological Survey (USGS) sulla base di rilevazioni e foto aeree scattate dalla U.S. Navy nel periodo 1960-63.
La denominazione è stata assegnata dall' Advisory Committee on Antarctic Names (US-ACAN) in onore di Douglas J. Sorensen, assistente di campo presso la Stazione McMurdo nel 1965-66.